# Beypazarı (Ankara)
Beypazarı Törökország Ankara tartományának egyik körzete, Ankara városától 100 km-re nyugatra található.

## Képek

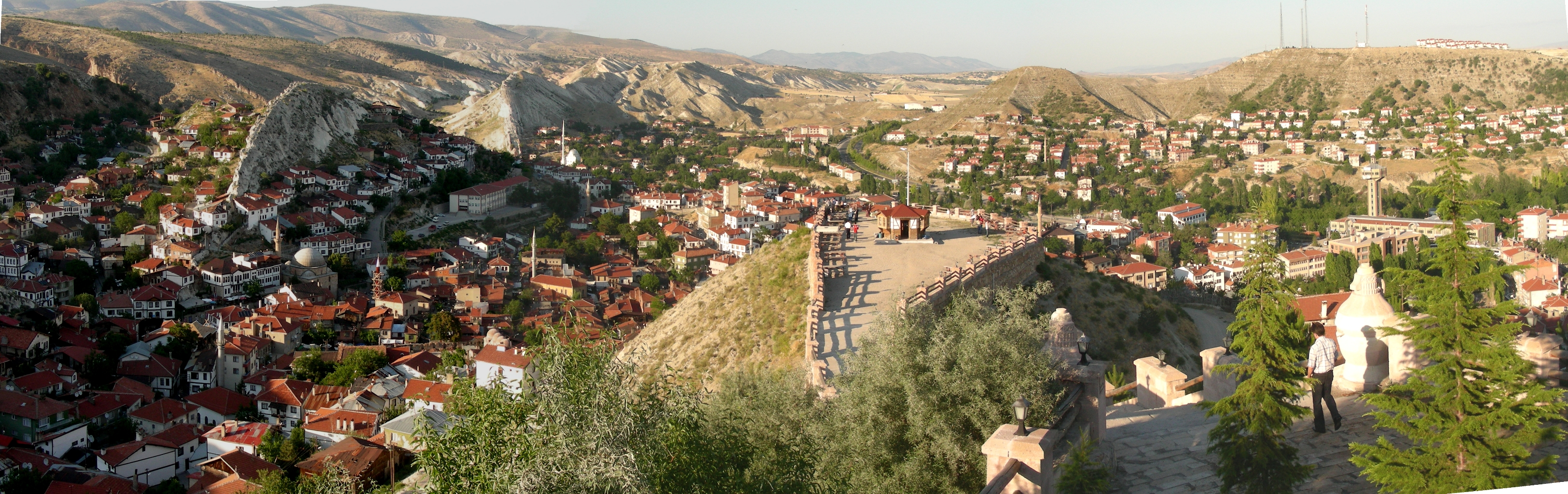
A város a Hıdırlık-domb tetejéről
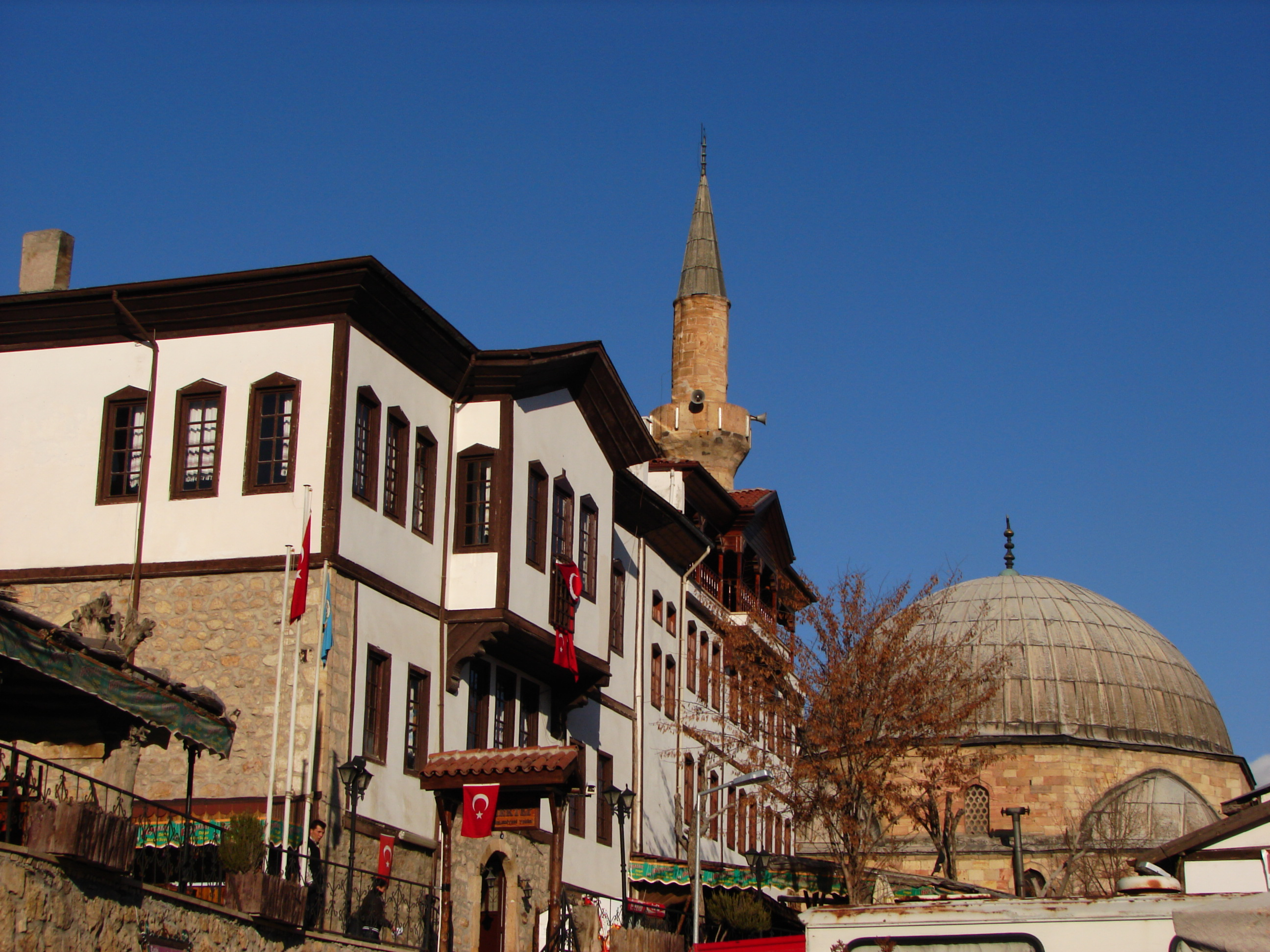
Hagyományos török konak (udvarház) a városban

## Külső hivatkozások
- A kajmakamság honlapja (törökül)